# サン・ゼーノ・ディ・モンターニャ
サン・ゼーノ・ディ・モンターニャ（伊: San Zeno di Montagna）は、イタリア共和国ヴェネト州ヴェローナ県にある、人口約1,400人の基礎自治体（コムーネ）。

## 地理

### 位置・広がり

#### 隣接コムーネ
隣接するコムーネは以下の通り。
- ブレンゾーネ
- カプリーノ・ヴェロネーゼ
- コステルマーノ
- フェッラーラ・ディ・モンテ・バルド
- トッリ・デル・ベーナコ

### 気候分類・地震分類
気候分類では、zona F, 3253 GGに分類される。
また、イタリアの地震リスク階級 (it) では、zona 2 (sismicità media) に分類される。